# كيفن تاكر
كيفن تاكر (بالإنجليزية: Kevin Tucker)‏ هو كاتب أمريكي، ولد في 1980 في سينسيناتي في الولايات المتحدة.